# Mighty Jets
O Mighty Jets FC é um clube de futebol nigeriano da cidade de Jos, que joga na Liga Nacional da Nigéria. Eles jogam no estádio Rwang Pam, com uma capacidade de 15.000 torcedores.

## História
O clube foi fundado em 1970.
Foram os primeiros vencedores da Liga Nigeriana em 1972. Jogaram no mais alto nível até 1985.
Os Jats também apareceram em várias finais da Copa da Nigéria de Futebol.
Os Jats foram ainda rebaixados para a terceira divisão em 1994, passando três temporadas lá antes de serem promovidos de volta à segunda divisão em 1997. A última vez que os Jats participou  na Premier League foram por um ano em 2004.

## Títulos
| NACIONAIS | NACIONAIS                | NACIONAIS | NACIONAIS  |
|           | Competição               | Títulos   | Temporadas |
| --------- | ------------------------ | --------- | ---------- |
| Nigéria   | Campeonato Nigeriano     | 1         | 1972.      |
| Nigéria   | Segunda Divisão Nacional | 1         | 2003       |

## Desempenho em competições da CAF
Liga dos Campeões da CAF
- 1973 - Segunda Rodada

Recopa Africana
- 1975 - Primeira Rodada